# 1-オクテン
1-オクテン（英語: 1-octene）は、化学式がCH2CHC6H13で表される有機化合物である。このアルケンは、二重結合がα位（1位）にあるα-オレフィンに分類され、反応性が高いため、便利に用いられる。工業的に重要な直鎖状α-オレフィンの1つで、無色の液体である。

## 合成
工業的には、1-オクテンは、エチレンのオリゴ化かフィッシャー・トロプシュ法のどちらかで作られることが多い。小規模な工業生産で使われている他の方法としては、アルコールの脱水等もある。1970年代より前には、1-オクテンは、蝋の熱クラッキングで生産されていたが、その他のオクテンは直鎖状アルカンの塩素化/脱塩化水素化によっても生産された。
エチレンをオリゴ化して1-オクテンにする工業プロセスには、5通りある。そのうち4つは、幅広く作られる様々なα-オレフィンの一部として1-オクテンを生成する。通常の環境下では、全体に占める1-ヘキセンの割合は、エチルプロセスでの約25%から、ガルププロセス及び出光プロセスの約8%までになる。
C8炭化水素の混合物から1-オクテンを単離する唯一の工業的方法は、南アフリカの化石燃料企業であるサソールにより行われている。サソールはフィッシャー・トロプシュ法を用いて、石炭由来の合成ガスから燃料を製造し、これらの燃料流から1-オクテンを回収している。ここでの当初の1-オクテン濃度は60%で、残りはビニリデン、直鎖状または分岐状オレフィン及びパラフィン、アルコール、アルデヒド、カルボン酸、芳香族炭化水素等である。
近年、2つの1-オクテン製造技術が実用化された。ブタジエンの短鎖重合の工場がタラゴナのダウ・ケミカルの工場、フィッシャー・トロプシュ法による1-ヘプテンから1-オクテンへの変換の工場がセクンダのサソールの工場にできた。サソールは、エチレンの選択的四量化による1-オクテンの製造についても実用段階まで進めている。

## 応用
1-オクテンの主な用途は、ポリエチレンのコモノマーである。高密度ポリエチレンとリニアポリエチレンは、各々2-4%、8-10%のコモノマーを用いる。
その他の用途としては、ヒドロホルミル化により直鎖状C9アルデヒド（ノナナール）の合成に用いられる。このアルデヒドを酸化すると、短鎖脂肪酸のペラルゴン酸が生じる。同じアルデヒドを水素化すると、脂肪族アルコールであり可塑剤として用いられる1-ノナノールが生じる。